# 天主教诺瓦利切斯教区
天主教诺瓦利切斯教区（拉丁語：Dioecesis Novalichesensis）是菲律賓一個羅馬天主教教區，屬天主教马尼拉总教区。此教區的轄區包括奎松市和加洛坎市的一部分。
2003年有教友1,492,984人、51個堂區、91名司鐸。2002年12月7日升為教區。現任教區主教為羅勃·O·加，榮休主教為小狄鐸·C·巴查尼和安多尼·R·托維亞斯。

## 歷任主教
- 小狄鐸·C·巴查尼（德语：Teodoro Bacani）（2002年12月7日－2003年11月25日）[3][4]
- 安多尼·R·托維亞斯（德语：Antonio Realubin Tobias）（2003年11月25日－2019年6月6日）[2][3]
- 羅勃·O·加（德语：Roberto Gaa）（2019年6月6日至今）[2]